# Estoque de toreo
El estoque en tauromaquia es la espada empleada para dar muerte al toro al final de la lidia. Se diferencia de esta en que generalmente no puede cortar con el filo de la hoja, pero sí puede perforar con la punta. Debido a esto, la hoja es mucho más estrecha y algo más larga que la de una espada convencional.
En tauromaquia, los toreros la emplean para dar muerte a los toros. Es de acero, estrecha y cortante en sus dos últimos tercios, con punta aguda y fuerte. La hoja no es completamente recta ya que, a la altura de la punta, tiene una leve curvatura que los toreros llaman muerte. Va provista de guarnición y empuñadura. Según el reglamento taurino vigente en España, «los estoques tendrán una longitud máxima de acero de 88 centímetros desde la empuñadura a la punta». 
Adopta su forma actual a finales del siglo XVIII, en tiempos de Pepe-Hillo, con la consolidación del toreo a pie. Desde la época de Manolete, el estoque que se viene utilizando durante la faena de muleta suele ser simulado (también denominado «de ayuda»), para evitar cortes accidentales y por su menor peso. Los diestros lo cambian por un estoque propiamente dicho cuando se disponen a realizar la suerte de matar.

## Historia
El estoque primitivamente no era un instrumento de torear. A finales del siglo XIV y durante el siglo XV, las armas de fuego adquieren cada vez más importancia en las batallas, así que las pesadas espadas medievales y las armaduras ya dejaron de ser útiles. En su lugar aparecieron los estoques medievales, y más tarde (principios de siglo XVI), evoluciona en un arma mucho más ligera y eficaz para aquella época: la espada ropera. Estas dejan de usarse en el siglo XIX en el campo militar, siendo sustituida por el sable de caballería. En el mismo siglo desaparece como arma civil, pues se prohíben porque incitaban a los duelos a muerte.

## Tipos de estoque
- Estoque medieval: Es el primer estoque que se creó, que se empleaba en batallas a finales de la Edad Media.
- Espada ropera: También denominada frecuentemente estoque, es un arma que ha evolucionado del estoque medieval. Se hizo popular en el siglo XVI y ha sido usada como arma militar y como civil.
- Estoque bendito. Espada a dos manos que bendecían los Papas para enviarlos a los reyes y príncipes.
- Estoque real. Una de las insignias de los reyes y emperadores que en alguna de las grandes y solemnes funciones se lleva desnuda delante del monarca, simbolizando potestad y justicia.
- Bastón de estoque. Bastón hueco por dentro que lleva oculto un estoque sujeto al puño como sirviéndole de vaina.[3]

## Derivados

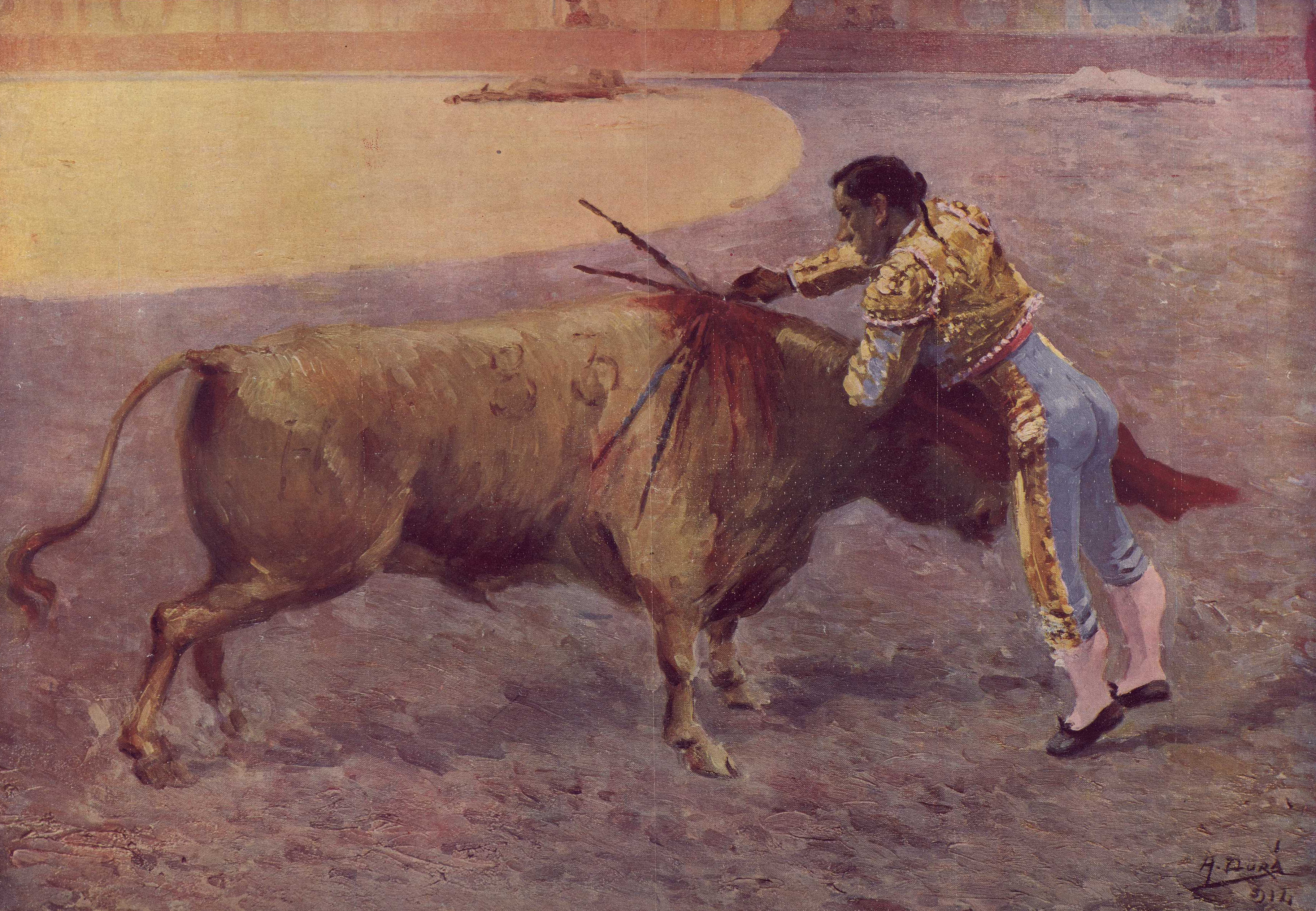
Vicente Pastor dando una estocada a un toro

Derivados de estoque en el léxico taurino son:
- Estocada: la acción que ejecuta el diestro para introducir la espada en el cuerpo del toro, siempre que logre envasarla.
- Estoconazo o estocazo: estocada entera, eficaz pero dada sin refinamientos.
- Estocadista: el que es especialista en la suerte de matar a estoque.
- Estoquear: dar muerte al toro con estoque.
- Estoqueador: sinónimo de matador de toros (equivalente a la metonimia espada para referirse al matador).